# En cas de malheur (film)
Pour les articles homonymes, voir En cas de malheur (homonymie).
Pour plus de détails, voir Fiche technique et Distribution.
En cas de malheur est un film dramatique franco-italien réalisé par Claude Autant-Lara, sorti le 17 septembre 1958. Adapté du roman éponyme de Simenon, le film a été présenté en sélection officielle en compétition lors de  la Mostra de Venise 1958.

## Synopsis
En 1957 à Paris, la belle, naïve et amorale Yvette Maudet, 22 ans, qui se prostitue occasionnellement, assomme l'épouse d'un horloger qu'elle tente de dévaliser. Me André Gobillot, avocat quinquagénaire, accepte de la défendre et, séduit par sa sensualité, en tombe amoureux. Grâce à un faux témoignage, il obtient son acquittement. Il entame alors une liaison avec elle, l'installe et l'entretient, ne peut plus se passer d'elle. Mais Yvette aime en cachette un jeune étudiant en médecine, jaloux et possessif, qui vit misérablement et paie ses études en travaillant dans une usine. Gobillot est soupçonné d'avoir payé le faux témoin ; sa carrière est menacée. Son couple – épouse tolérante mais inquiète – est menacé lorsqu'il achète un appartement pour Yvette qui accepte de vivre cachée alors qu'elle attend un enfant de lui. Mais elle ne peut se résoudre à renoncer au jeune étudiant. Quand elle veut le quitter, ce dernier l'assassine.

## Fiche technique
- Titre : En cas de malheur
- Réalisation : Claude Autant-Lara
- Assistants réalisateur : Ghislaine Autant-Lara, Michel Pezin
- Scénario : Pierre Bost, d'après En cas de malheur (1956) de Georges Simenon
- Adaptation et dialogues : Jean Aurenche et Claude Autant-Lara[1]
- Décors : Max Douy, assisté de Jacques Douy, Raymond Lemoigne
- Costumes : robes de Pierre Balmain et Louis Féraud ; costumes de J. Gabin : Opelka
- Photographie : Jacques Natteau
- Opérateur : Alain Douarinou
- Son : René-Christian Forget, assisté de Guy Villette
- Montage : Madeleine Gug, assistée de Inès Collignon
- Musique : René Cloërec
- Photographie de plateau : Walter Limot
- Producteurs délégués : Raoul Lévy et Ray Ventura
- Directeur de production : Yves Laplanche, Roger Debelmas
- Sociétés de production : Iena Productions et Union cinématographique lyonnaise (France) ainsi que CEI-INcom (Italie)
- Société de distribution : Cinédis (France) et CEI-INcom (Italie)
- Pays de production : France et Italie
- Langue originale : français
- Format : Noir et blanc — Pellicule Pyral 35 mm — 1,65:1 — son Mono (Enregistrement Poste Parisien - Western Recording System)
- Genre : Drame
- Durée : 122 minutes
- Dates de sortie : 
  - France : 17 septembre 1958 (Paris, cinémas Colisée et Marivaux)
- Censure : K16 (Finlande), 15 (Finlande, à partir de 2001), 16 (Italie, visa no 49568)
- Affiche : René Ferracci (France)

## Distribution
- Jean Gabin : Maître André Gobillot
- Brigitte Bardot : Yvette Maudet
- Edwige Feuillère : Viviane Gobillot
- Franco Interlenghi  (V.F : Michel Roux) : Mazetti, amant d'Yvette
- Nicole Berger : Jeanine, femme de compagnie d'Yvette
- Madeleine Barbulée : Bordenave, secrétaire d'André Gobillot
- Annick Allières : Noémie, complice d'Yvette
- Jacques Clancy : Duret
- Claude Magnier : Gaston
- Gabrielle Fontan : madame Langlois
- Georges Scey : monsieur Blondel, le bijoutier
- Julienne Paroli : madame Blondel (non créditée)
- Mathilde Casadesus : Anna, la tenancière du restaurant
- Hubert de Lapparent : l'avocat de Blondel et rival de Gobillot
- Julien Bertheau : le commissaire de police
- Albert Michel : Eugène, le patron du bazar
- Albert Rémy : un agent de police
- Jacques Marin : le réceptionniste du Trianon Hôtel
- Suzanne Grey : la fleuriste
- Madeleine Suffel : la concierge du meublé
- Germaine Delbat : une femme au tribunal
- Henri-Jacques Huet : l'employé de la préfecture
- Jean-Pierre Cassel : le trompettiste (non crédité)
- Roger Saget : le patron de l'hôtel du Midi
- Clément Harari : un témoin au procès
- René Berthier : un journaliste
- Jean Daurand : un inspecteur de police
- Claude Darget : le commentateur télé
- Jacques Butin : un inspecteur de police
- Andrès : un consommateur
- Roger Lecuyer : un avocat sur un banc
- Claire Nobis
- Edith Cérou
- Claude Achard
- Pierre Durou
- Françoise Rasquin
- Gaëtan Noël
- Daniela Bianchi

## Production

### Tournage
Le tournage du film a lieu, du 4 novembre 1957 au 4 février 1958, aux studios Franstudio de Joinville-le-Pont ainsi qu'à Paris (sur la place de la Concorde, l'île de la Cité, le quai de Bourbon sur l'île Saint-Louis, le palais de Justice, la préfecture de Police de Paris).

### Post-production et classifications
Dans la scène où Yvette montre ses cuisses à André Gobillot, un plan des fesses de Brigitte Bardot a été retiré du film. Le film a été interdit aux moins de seize ans lors de sa sortie en salles en France, interdiction levée par le CNC en 1998.

## Accueil de la critique
François Truffaut l'a qualifié de meilleur film de Claude Autant-Lara et l'a comparé aux pièces de théâtre de Jean Anouilh, en notant : « Nous en sortons avec un mélange de dégoût et d'admiration, un sentiment de satisfaction qui est réel mais incomplet. C’est 100% français, avec toutes les vertus et les vices que cela implique : une analyse à la fois subtile et étroite, une compétence mêlée de méchanceté, un esprit d’observation sans faille dirigée vers le sordide, et un tour de passe-passe talentueux qui délivre un message libéral à la fin. »[réf. souhaitée]
Pour Pierre Murat, le film est démodé, bancal, trop noir, trop lourd.

## Adaptations et reprises
Deux reprises de ce film ont été faites. En 1998, Pierre Jolivet réalise En plein cœur avec Gérard Lanvin, Virginie Ledoyen et Carole Bouquet dans les rôles principaux. Puis en 2010, Jean-Daniel Verhaeghe tourne le téléfilm En cas de malheur, avec Line Renaud et Mélanie Bernier (dans ce dernier cas, la relation entre l'avocate et la cliente est plus maternelle que charnelle).